# PHPUnit
PHPUnit은 PHP 프로그래밍 언어를 위한 유닛 테스트 프레임워크이다. SUnit과 함께 기원한 유닛 테스트 프레임워크를 위한 XUnit 아키텍처의 인스턴스이며 JUnit과 함께 대중화되었다. PHPUnit은 Sebastian Bergmann이 개발하였으며 개발 자체는 깃허브에서 호스팅되고 있다.

## 목적
PHPUnit은 개발자들이 새로 커밋된 코드의 실수를 조속히 찾아내고 코드 기반의 다른 부분에 코드 회귀가 발생하지 않았음을 표명할 수 있어야 한다는 개념에 기반을 둔다. 다른 유닛 테스트 프레임워크들처럼 PHPUnit은 표명을 사용하여 특정 구성 요소(테스트되는 유닛의 예측되는 바)의 행위를 확인할 수 있다.